# Loulou Gasté
Pour les articles homonymes, voir Gasté et Loulou.
Louis Gasté, dit Loulou Gasté, né le 18 mars 1908 dans le 17e arrondissement de Paris et mort le 8 janvier 1995 à Rueil-Malmaison, est un compositeur français de chansons à succès.

## Biographie

### Les années jazz
Au cours de son adolescence, Louis Gasté découvre le jazz récemment importé en France par les troupes américaines à la fin de la Première Guerre mondiale. Il découvre également le banjo dont il deviendra un des premiers instrumentistes professionnels. En 1929, il entre comme guitariste dans la formation des « Collégiens » récemment créée par Ray Ventura. Ses premières chansons seront destinées à cette formation.
La défaite de 1940 et l’occupation allemande entraînent la disparition de l’orchestre de Ray Ventura, qui se réfugie au Brésil pour échapper aux lois antisémites. Loulou Gasté rejoint alors l'orchestre de Raymond Legrand, puis devient pendant quelque temps l’accompagnateur de Lucienne Boyer. C’est pour le mari de celle-ci, Jacques Pills, qu’il compose Avec son ukulélé, son premier grand succès populaire (1941), puis Elle était swing (1943). La période de l'Occupation, au cours de laquelle il fonde des éditions musicales Micro, est particulièrement féconde. Louis Gasté, compose et enchaîne les succès, dont il écrit également les paroles à l’occasion. De cette époque datent Le Chant du Gardian (1941), pour Tino Rossi, L’âme au diable et Sainte-Madeleine (1943), pour Léo Marjane, Domingo (1944) pour Lucienne Delyle. À la Libération et dans les années suivantes, les succès retentissants se poursuivent : Le Petit Chaperon rouge (1945), sur des paroles de Françoise Giroud, avec Lisette Jambel ; Quand un cow-boy (1945), avec Georges Guétary ; Le Rythme américain (1945), avec Lily Fayol ; Ce n’était pas original (1945), avec Jacqueline François, Le Porte-bonheur, Chica Chica (1945) et Au Chili (1947), avec Jacques Hélian, dont il devient un partenaire régulier, Un oiseau chante (1945), avec Gisèle Pascal, Luna Park et Battling Jo (1945), avec Yves Montand. Au cours de cette période, il écrit également pour le cinéma (Le Soleil a toujours raison, 1943 ; Feu Nicolas, 1943 ; Le Roi des resquilleurs, Madame et son flirt, 1945 ; Le Gardian, 1946) et s’essaie même à l’opérette, mais sans grand succès, peut-être du fait que l’œuvre ne sera jouée qu’en province (La Rose du Bengale, 1948, avec Rudy Hirigoyen).

### Le couple Loulou Gasté-Line Renaud

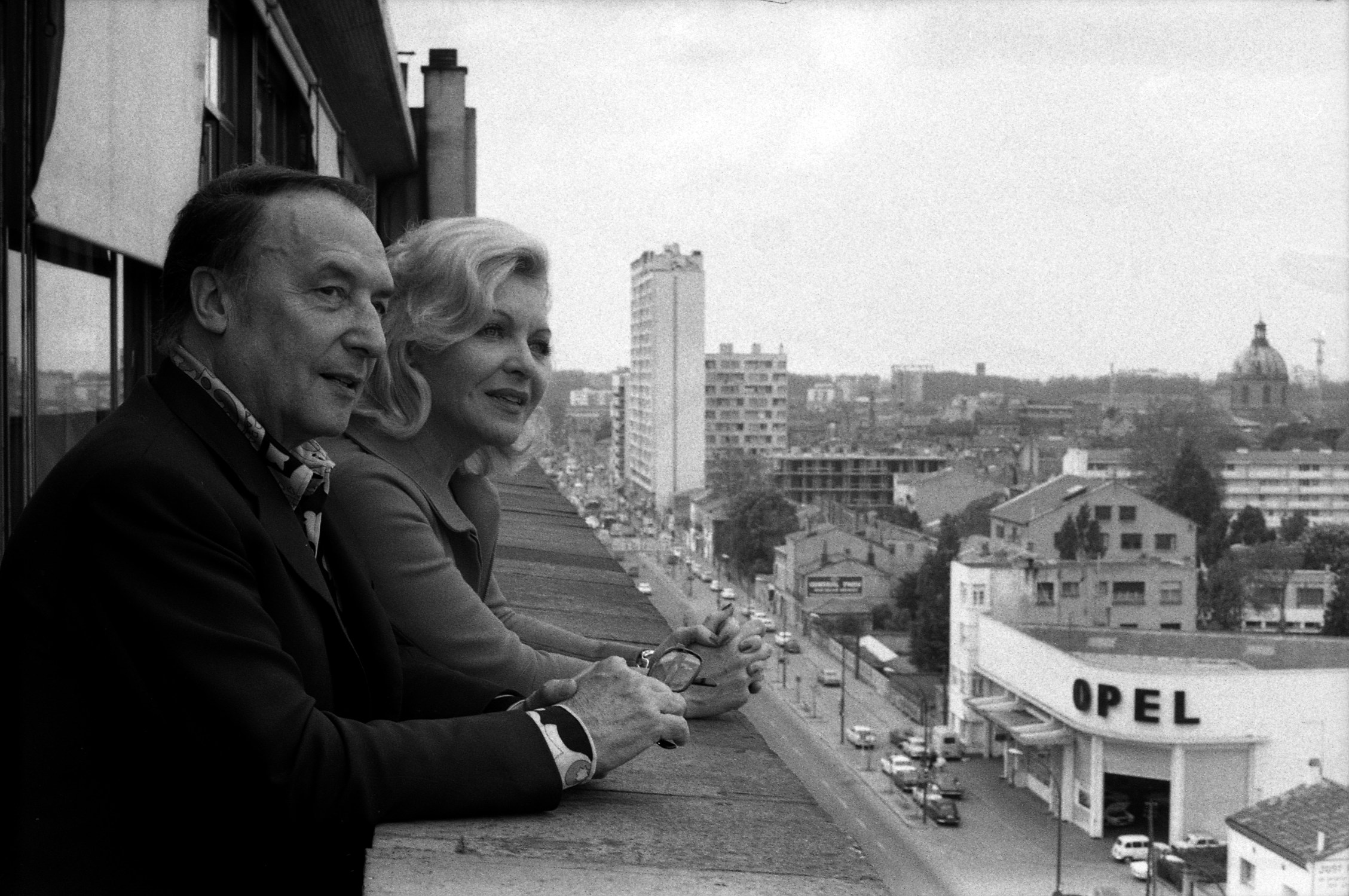
Loulou Gasté et son épouse Line Renaud en 1972 à Toulouse.

Le 8 septembre 1945, à 37 ans, Louis Gasté (par l'intermédiaire d'une de ses interprètes, Josette Daydé) fait une rencontre qui va changer sa vie, celle de la jeune chanteuse Jacqueline Ray (de son véritable nom Jacqueline Ente) alors âgée de 17 ans, arrivée d’Armentières, dans le Nord. Il prend sa carrière en main, et la conduit rapidement à la réussite sous le nom de Line Renaud. Pour celle qui deviendra sa femme le 18 décembre 1950, il commence à écrire toute une série de chansons qui connaissent rapidement le succès (Nous deux, Le Complet gris, Si j’avais la chance, Autant en emporte le vent, et surtout Ma cabane au Canada, grand prix du disque de l’Académie Charles-Cros en 1949). Au cours des années 1950, le succès ne se dément pas (Du haut du Sacré-Cœur, 1953, avec Armand Mestral). Louis Gasté compose non seulement pour Line Renaud, mais encore pour la plupart des chanteurs en vogue. Il adapte et écrit les paroles de plusieurs succès américains, et continue également à écrire pour le cinéma (La Madelon, Mademoiselle et son gang, Paris chante toujours, Le Feu aux poudres).

### Les revues franco-américaines (1960-1975)
Au cours des années 1960 et 1970, Loulou Gasté se tourne vers un nouveau genre, la revue, signant, à la demande d’Henri Varna, la totalité de la musique de plusieurs spectacles dont Line Renaud est la meneuse, en France (Plaisirs, 1959, au Casino de Paris, et qui tiendra l’affiche pendant 4 ans) et aux États-Unis (Casino de Paris à Las Vegas, pendant deux ans, en 1964 et 1965). C’est ensuite la revue Désirs, au Casino de Paris, qui triomphe pendant deux ans (1966-1967). En 1973, Line Renaud rentre définitivement en France, pour un nouveau spectacle, Line Renaud Las Vegas Show  présenté en tournée dans tout le pays pendant deux ans.
En 1976, Louis Gasté constate avec stupéfaction que la musique d'une de ses chansons, Pour toi, a été plagiée sans vergogne par un obscur musicien brésilien et est en passe de devenir, à partir des États-Unis, un succès planétaire sous le titre Feelings. Justice lui sera finalement rendue à l’issue d’un long procès (1981-1987) (voir ci-dessous).
En octobre 1982, à 74 ans, Loulou Gasté connaît un grave accident de santé qui l'oblige à réduire ses activités. Il compose encore quelques chansons de qualité (C'est un pianiste américain, 1990), mais sa grande période créatrice est passée.
Au cours de ses cinquante ans de carrière, Louis Gasté a composé environ 1 200 chansons, dont plusieurs dizaines ont obtenu un succès mondial.

### Pour toi/Feelings/Dis-lui: histoire d'une seule et même chanson
En septembre 1956, Loulou Gasté compose une chanson intitulée Pour toi, sur des paroles du romancier Albert Simonin et de sa femme Marie-Hélène Bourquin, destinée au chanteur turco-mexicain Dario Moreno, chanteur au répertoire surtout exotique, qui doit la chanter dans un film d'Henri Decoin, Le Feu aux poudres. L'interprétation de Dario Moreno n'a aucun succès. Line Renaud enregistre à son tour l'œuvre de son mari, qui ne connaît pas non plus un succès considérable. Elle est cependant interprétée et enregistrée, en France et à l'étranger, par une dizaine de chanteurs et d'orchestres.
En 1974, Morris Albert interprète en anglais une chanson dont il se dit l'auteur : Feelings, publiée à São Paulo par Augusta Do Brazil, éditeur brésilien. En 1975, cette chanson est réenregistrée par Mike Brant qui la réintroduit en France sous le titre Dis-lui. En 1976, Feelings connaît un succès mondial : 500 enregistrements différents dans le monde entier, et dans toutes les langues. Ce succès est également dû au fait qu'il s'agit d'une des dernières chansons enregistrée par l'artiste avant sa mort (Mike Brant n'en écoutera jamais le disque). Les versions de Feelings enregistrées aux États-Unis par Frank Sinatra et d'autres connaîtront par ailleurs un très grand succès.
En décembre 1977, Loulou Gasté découvre que la chanson qui trône en tête des hits parades depuis des mois est en fait le plagiat d'une de ses chansons, écrite une vingtaine d'années plus tôt. Il découvre également que l'éditeur n'est autre qu'Augusta Do Brazil, avec qui il avait été en relations d'affaires, du fait qu'il sous-éditait ses chansons dans les années 1950 et 1960. Pendant sept ans, devant les juridictions françaises puis américaines, Loulou va devoir se battre pour faire reconnaître la paternité de sa chanson. Retrouver Morris Albert ne sera pas une mince affaire, on finira néanmoins par l'atteindre en Californie.
Le procès en plagiat est engagé en juin 1981. Il durera jusqu'en juillet 1987, tant en France qu'aux États-Unis.

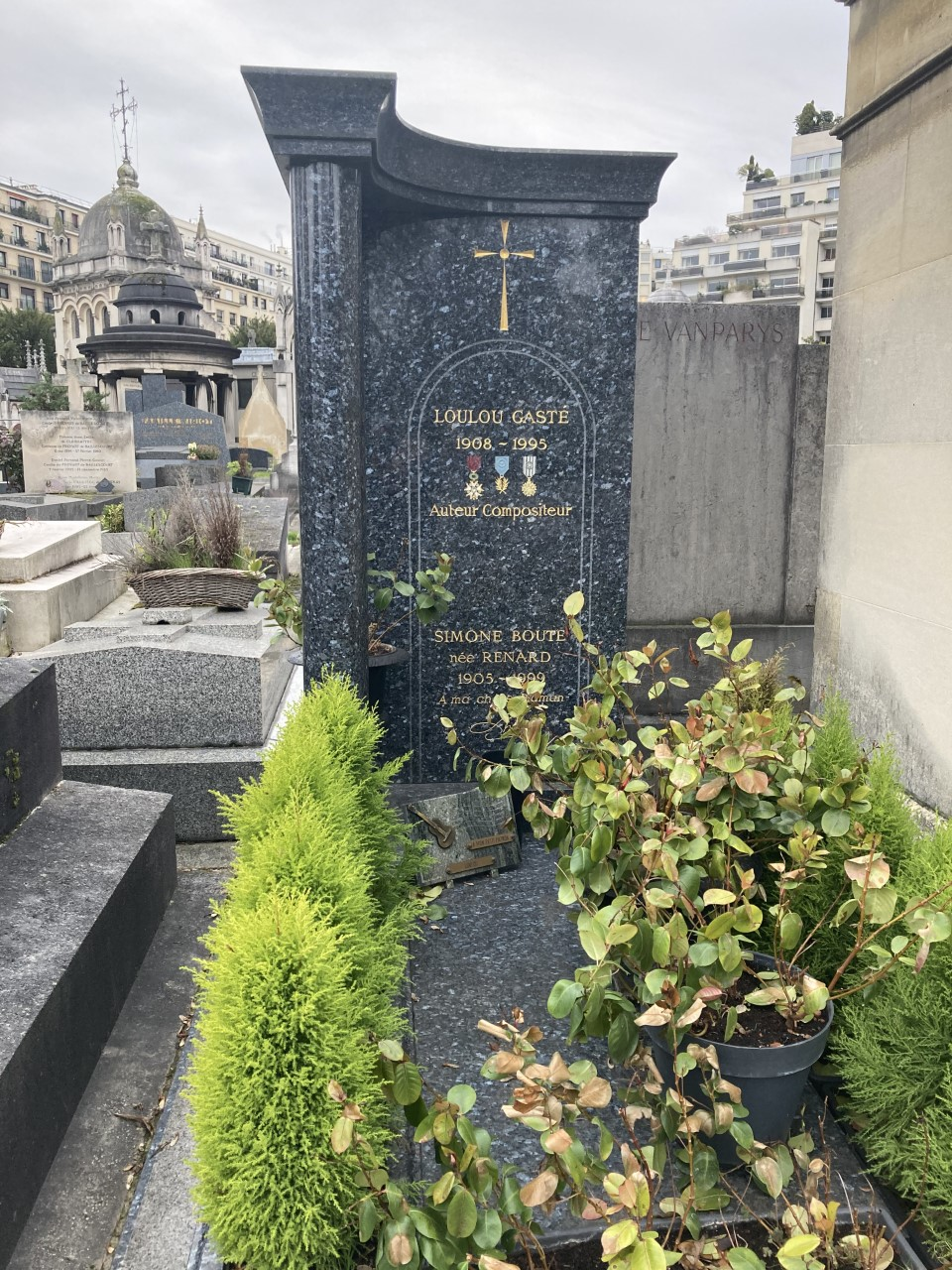
Tombe de Loulou Gasté et de la mère de Line Renaud au cimetière de Passy.

Cependant, grâce à la « signature », à la « touche Loulou Gasté », (dans la transition harmonique originale du couplet au refrain), les tribunaux américains reconnaissent, le 11 juillet 1987, que Loulou Gasté est bien l'auteur de la chanson Feelings. Bien que la partie adverse tente de faire appel, le 22 décembre 1988 Loulou Gasté est définitivement reconnu comme le compositeur légitime de cette chanson. Ce procès, en 2007, fait toujours jurisprudence.
En 2007, il existe plusieurs versions de cette chanson interprétée par les plus grands et celles-ci sont parfois inattendues. Ainsi, Feelings a été reprise par les Offspring, version punk rock. Il existe aussi une version interprétée par Patrick Fiori et Julie Zenatti sur l'album Feelings - Hommage à Loulou Gasté sorti en 2001.

### Mort
Atteint d'un cancer généralisé, Louis Gasté meurt d'une crise cardiaque à son domicile de Rueil-Malmaison le 8 janvier 1995, à l'âge de 86 ans. Il repose au cimetière de Passy à Paris, dans la 10e division, au sein du même caveau que sa belle-mère Simone Boute née Renard

## Décorations
- Chevalier de la Légion d'honneur
- Chevalier de l'ordre des Palmes académiques
- Officier de l'ordre des Arts et des Lettres

## Apparition à l'écran
- 1942 : Fièvres de Jean Delannoy